# Противотуберкулёзный диспансер № 1 (Сочи)
Противотуберкулёзный диспансер №1 (Сочи) — лечебное учреждение фтизиатрического профиля в городе Сочи. Проводится лечение больных, проживающих в городе Сочи, а также в Туапсе и Туапсинском районе.

## Структура
Диспансер имеет три филиала — в Адлере (заново присоединён 16 ноября 2015 года), Лазаревском и Туапсе (присоединены 12 мая 2016 года).
Центральное подразделение обслуживает Центральный и Хостинский районы города. Располагается в пятиэтажном типовом здании, вокруг которого находится небольшой парк с пешеходными дорожками. В диспансере расположены поликлиническое отделение на 150 посещений в смену и дневной стационар на 15 коек. 
В стационаре, расположенном в этом же здании, размещены три отделения лёгочного туберкулёза на 211 коек:
- I отделение лёгочного туберкулёза. Расположено на 4 этаже, рассчитано на 80 коек. В этом отделении проводится лечение больных с распространёнными и хроническими формами туберкулёза лёгких.
- II отделение лёгочного туберкулёза. Находится на 3 этаже, рассчитано на 80 коек. Это отделение для лечения больных с впервые выявленным туберкулёзом лёгких и дифферинциально-диагностических больных.
- III отделение лёгочного туберкулёза. Находится на 5 этаже, рассчитано на 51 койку. В это отделение госпитализируют впервые выявленных больных с малыми формами туберкулёза.

В ПТД №1 имеются следующие лечебно-диагностические отделения:
- рентгенологическое отделение;
- лаборатория;
- кабинет функциональной диагностики;
- физиотерапевтический кабинет;
- ингаляторий;
- аптека;
- стоматологический кабинет;
- кабинет узких специалистов, где ведут консультативный приём окулист, гинеколог, уролог;
- бронхоскопический кабинет;
- стерилизационная.

В состав рентгенологического отделения входят 2 рентгенодиагностических кабинета, флюорографический кабинет, кабинет УЗИ диагностики, на 5 этаже находится кабинет для больных стационара.
Лабораторная служба диспансера состоит из клинико-диагностической лаборатории, выполняющей гематологические, цитологические, иммунологические, биохимические исследования и межрайонной бактериологической лаборатории, выполняющей микробиологические исследования.
Бактериологическая лаборатория является централизованной с 1976 года, и проводит исследования различного патологического материала на микобактерии туберкулёза по Центральному, Хостинскому, Адлерскому и Лазаревскому районам. В бактериологической лаборатории готовят среды для посевных пунктов. Проводится исследование диагностического материала на МБТ методами бактериоскопии и посева, определение лекарственной устойчивости микобактерий туберкулёза к препаратам I и II ряда.

## История
В начале 20 годов XX столетия  в г. Сочи приезжало для получения климатического лечения значительное количество больных. Среди них было много больных туберкулёзом. Из 307 коек Курортного управления в это время только 100 были предназначены для бальнеологических больных в санатории на старой Мацесте. В самом же городе и его окрестностях санаторные койки, главным образом, были заполнены больными туберкулёзом. В дальнейшем для приезжих больных остался только санаторий в Уч-Дере, открытый в 1921 году. Приём больных туберкулёзом проводился в I курортной поликлинике, открытой в 1923 году.
В 1924 году постановлением совещания уполномоченных и директоров курортов общесоюзного значения, в ряде курортных городов, в том числе в г. Сочи, открылись подрайонные противотуберкулёзные диспансеры. В г. Сочи этот диспансер финансировался из Новороссийской приходно-расходной кассы, подчинялся «Поликлиническому туберкулёзному институту при управлении Наркомздрава по делам курортов Кубани и Черноморья». Организацией подрайонного тубдиспансера был решён вопрос о базе для изучения всех условий возникновения туберкулёза среди местного населения, но статистические разработка показателей до 1927 г. была общей, без выделения местного населения от приезжих. Тубдиспансер в это время тесно связан с курортной поликлиникой; о лечении больных в этот период ничего не известно.
Началом борьбы с туберкулёзом в г. Сочи можно считать 1928 год. С этого времени в различных документах появляются указания на непосредственную помощь больным туберкулёзом из числа местного населения. Противотуберкулёзная служба города Сочи начиналась в старом приспособленном здании по ул. Приреченская, 32. С 1 декабря 1926 г. при Сочинском тубдиспансере был организован ночной санатории на 10 коек; с 14 марта 1927 г. — столовая на 6 человек, потом на 15 человек для больных туберкулёзом, просуществовавшая с перерывом до 1950 года. 17 ноября 1927 года при тубдиспансере была открыта детская площадка на 15 человек с диетическим питанием.
В 1950 году был создан 20-коечный стационар для взрослых непосредственно при тубдиспансере. В 1951 году было расширено помещение за счёт пристройки, в которой разместилось поликлиническое отделение с рентгеновским кабинетом, комнатой для лаборатории, пневмотораксной. Проводилось пережигание плевральных спаек после пневмоторакса, френикоалкоголизация. В это же время было выделено 3 фтизиатрических участка для взрослого населения и два детских участка.
В городе была открыта лесная школа на 100 мест для тубинфицированных детей и санаторный детский сад на 60 мест. Это всё позволило резко улучшить эпидемиологическую ситуацию по туберкулёзу среди детей.
С 1956 года создан архив медицинской документации. В это же время диспансер был переведён в помещение при городской больнице №1 с непосредственным подчинением гортубдиспансеру с количеством коек 30, а с 1958 — 40 коек. В стационаре был создан хирургический блок, установлен рентгеновский аппарат.
В 1963 году поликлиническое отделение тубдиспансера переводится в более просторное помещение по ул. Парковой. Количество фтизиатрических участков увеличилось до 6, введена должность врача по костному туберкулёзу. Основной корпус тубдиспансера был введён в строй в 1968 году — диспансерное отделение со стационаром на 180 коек, затем на 205 коек, в том числе 20 детских коек. При этом были закрыты стационарные койки в Лазаревском, Адлерском диспансерах, так как коечная сеть городского диспансера была достаточной, чтобы обеспечить нужды города. Все службы на достаточно хорошем уровне были обеспечены лечебно-диагностической аппаратурой, квалифицированными кадрами. Главным врачом гортубдиспансера с 1968 по 1980 годы работал Н. И. Архишин. С 1981 по 2004 годы — Н. К. Шальнева, с начала 2005 года — В. В. Майдан.

## Адрес
- 354057, Сочи, ул. Дагомысская, 44
- Адлерское подразделение: 354340, Адлер, ул. им. Свердлова, 27
- Лазаревское подразделение: 354200, Лазаревское, ул. Победы, 150
- Туапсинский филиал: 352800, Туапсе, пер. Сочинский, 1а